# Parc à combustible
Le parc à combustible dans les dépôts de locomotives à vapeur est l'endroit où était stocké une quantité importante de charbon.

## Historique
Il apparut très vite aux dirigeants des premières compagnies[Quand ?], et devant l'agrandissement de certains établissements, qu'il était nécessaire de pouvoir disposer d'une réserve de charbon pour pouvoir alimenter les locomotives à vapeur s'il venait à y avoir une rupture dans l'approvisionnement.
Ces dépôts devant en outre assurer l'approvisionnement des dépôts de moindre importance, il fut décidé que seuls les dépôts principaux se verraient dotés de tel parc.
Au fil du temps et devant la technicité grandissante des locomotives à vapeur, il fallut en outre recourir à différentes variétés et qualités de charbon, augmentant ainsi la taille de ces parcs. En effet on trouvait les criblés pour les machines « nobles » (machines de vitesse), avec un criblé spécial pour les machines dotées de stoker, le cale-soupape pour les machines de manœuvres, les tout-venants pour les machines assurant le service des marchandises.
La manutention se faisait au moyen de :
- portiques, ce qui est en particulier le cas du réseau ferroviaire d'Alsace-Lorraine ;
- grues ferroviaires équipés de godets.